# Abbaye d'Altomünster
L’abbaye d'Altomünster est une ancienne abbaye bénédictine puis brigittine située à Altomünster en Bavière, fondée à partir de l'ermitage de saint Alton vers 750, avec une première église vouée à saint Pierre et saint Paul. 

## Histoire
La  dynastie des guelfes transforme les premiers bâtiments en abbaye bénédictine vers l'an mille à la suite de leur destruction par les Magyars.  Elle fonde également l'abbaye de Weingarten en 1056, et les bénédictins s'y transfèrent, tandis que les religieuses bénédictines du monastère d'Altdorf près de Weingarten, incendié en 1053, viennent les remplacer après leur départ. L'abbaye est fermée en 1488 par le pape Innocent VIII. 
L'ordre des Brigittines s'y installe quelques années plus tard en 1496, sous la protection du duc de Bavière, Georges le Riche (1455-1503). L'église est remaniée en style rococo par Johann Michael Fischer, puis par Balthasar Trischberger au XVIIIe siècle. Les moniales sont expulsées trois siècles plus tard le 18 mars 1803, lors des lois de sécularisation d'inspiration napoléoniennes, interdisant les couvents cloîtrés.
Toutefois les religieuses récupèrent l'abbaye en 1842. Elles y resteront jusqu'en 2017. L'abbaye d'Altomünster était la dernière maison de la branche originale des Brigittines du Très Saint Sauveur en Allemagne. Depuis la fermeture, l'église est devenue paroissiale, et subsiste un musée (de) retraçant l'histoire de l'Ordre dans une partie des bâtiments.

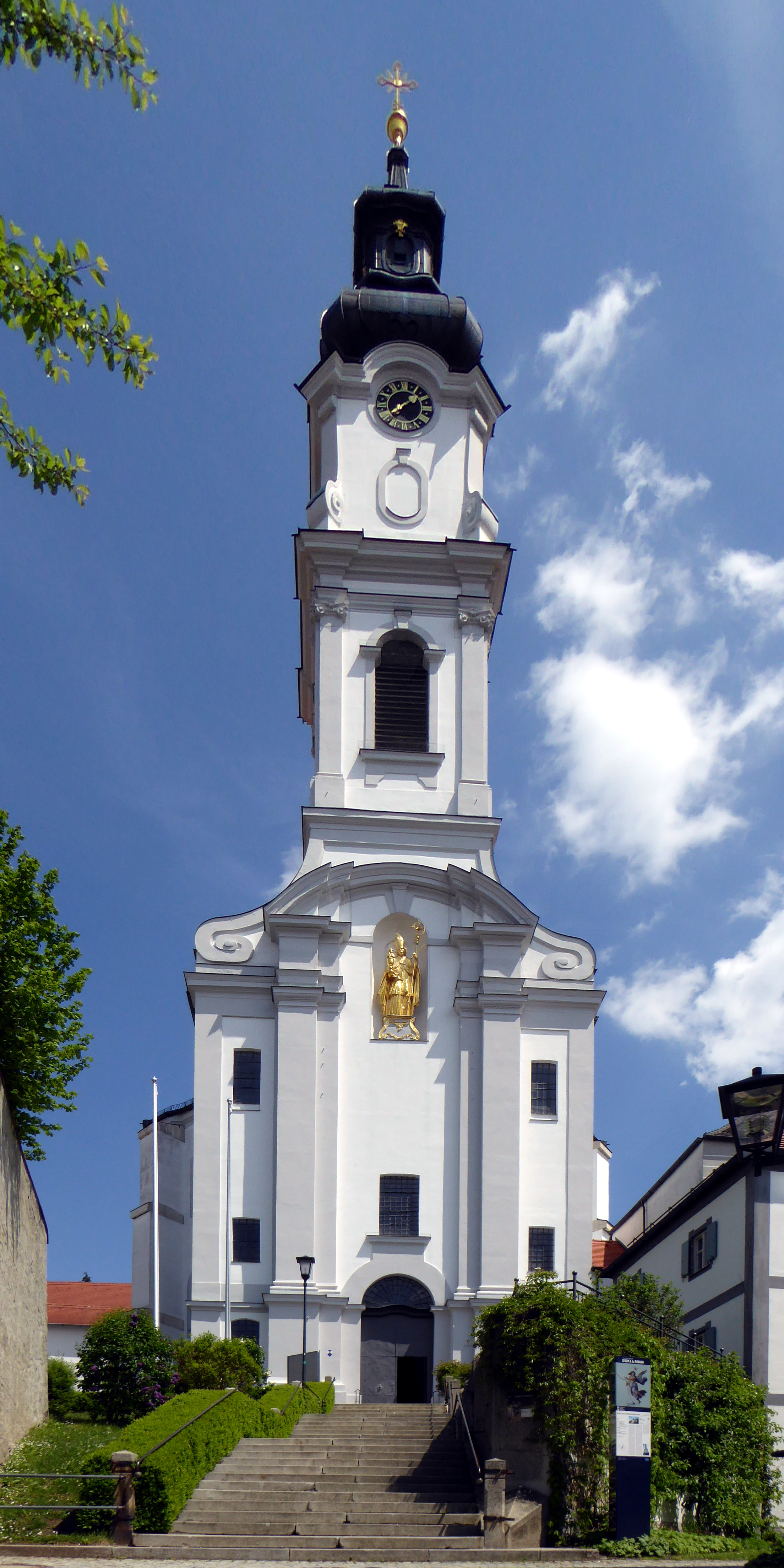
L'église Saint-Alton-et-Sainte-Brigitte, construite par l'architecte Johann Michael Fischer.
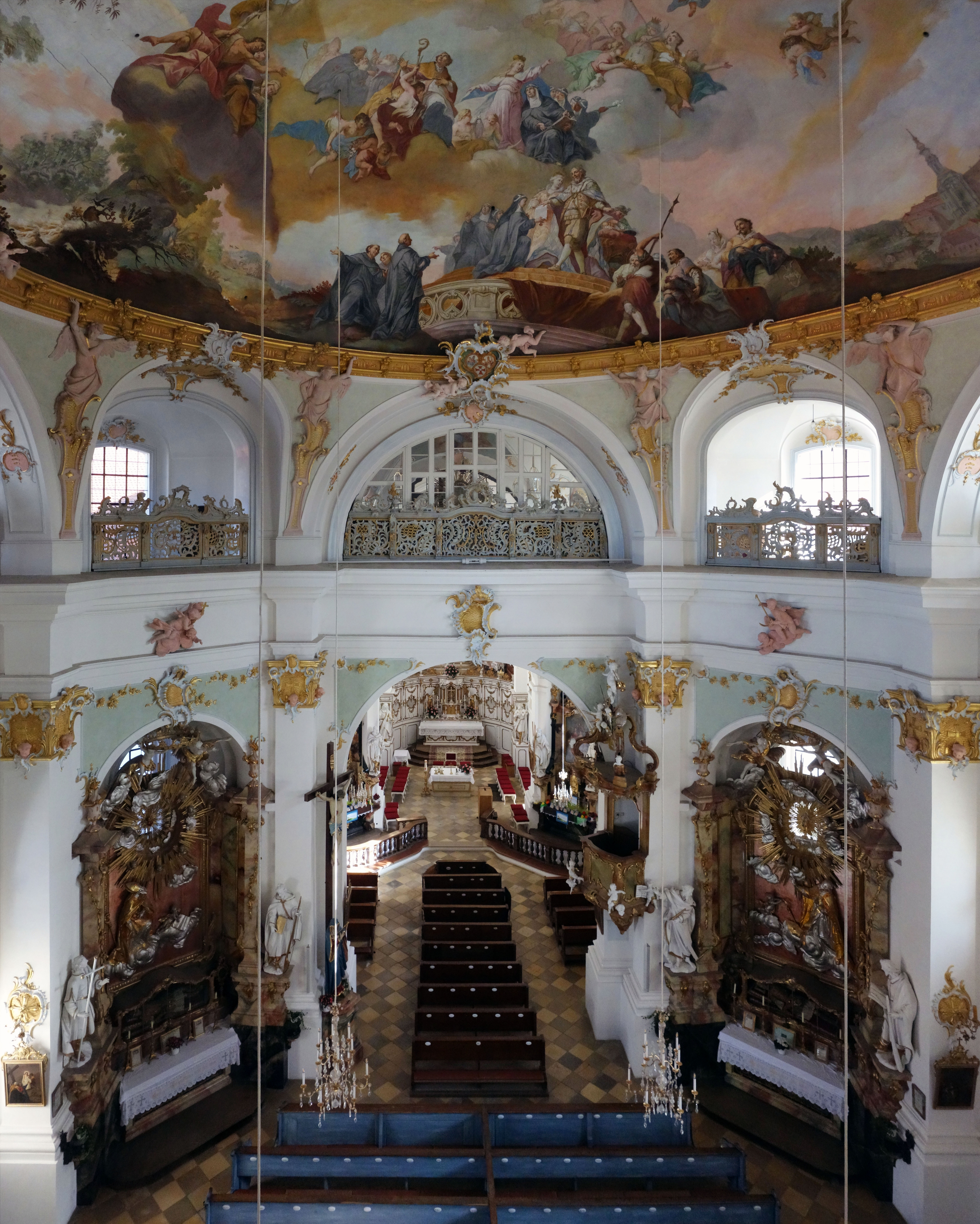
L'intérieur de style rococo.